# هينريتش بيرشارد
هينريتش بيرشارد (بالألمانية: Heinrich Burchard)‏ هو ضابط ألماني، ولد في 5 أكتوبر 1894 في فولدا في ألمانيا، وتوفي في 11 أبريل 1945 في لوبتين في ألمانيا.